# گازاریا اوپازیلا
گازاریا اوپازیلا (به لاتین: Gazaria Upazila) یک منطقهٔ مسکونی در بنگلادش است که در ناحیه منشی‌گنج واقع شده‌است. گازاریا اوپازیلا ۱۳۰٫۹۲ کیلومتر مربع مساحت و ۱۲۸٬۳۶۸ نفر جمعیت دارد.